# 哈伍德高地 (伊利諾伊州)
哈伍德高地（英語：Harwood Heights）是位於美國伊利諾伊州庫克縣的一個村落。

## 地理
哈伍德高地的座標為41°57′58″N 88°48′20″W / 41.96611°N 88.80556°W，而該地最高點為海拔高度198米（即650英尺）。

## 人口
根據2010年美國人口普查的數據，哈伍德高地的面積為2.14平方千米，當中陸地面積為2.14平方千米，而水域面積為0.00平方千米。當地共有人口8612人，而人口密度為每平方千米4,024人。